# هربرت هارت
هربرت هارت (بالإنجليزية: H. L. A. Hart )‏ (و. 1907 – 1992 م) هو محامي، وأستاذ جامعي، وفيلسوف، من المملكة المتحدة، ولد في هاروغيت، وكان عضوًا في الأكاديمية الأمريكية للفنون والعلوم، توفي في أكسفورد، عن عمر يناهز 85 عاماً.

## التعليم
تعلم في Cheltenham College ‏، وكلية نيو كوليج.